# Абубакиров, Саид-Хасан
Саид-Хаса́н Абубаки́ров — российский спортсмен, призёр чемпионатов России по вольной борьбе, чемпион Европы и мира по грэпплингу, победитель и призёр турниров по джиу-джитсу, мастер спорта России. В 2014 году был удостоен пурпурного пояса по джиу-джитсу.

## Спортивные результаты
- Серебряный призёр чемпионата России 2006 года среди студентов в Санкт-Петербурге.
- Серебряный призёр чемпионата России 2009 года в абсолютной весовой категории в Старом Осколе;
- Чемпион Европы-2013 по грэпплингу;
- Чемпион мира-2013 по грэпплингу;
- Победитель «Кубка Абу-Даби 2014» по джиу-джитсу;
- Бронзовый призёр чемпионата Европы по грэпплингу 2014 года.